# Novial
Novial este o limbă auxiliară internațională (IAL) creată de lingvistul danez Otto Jespersen în 1928. Ea a fost concepută pentru a facilita comunicarea umană între vorbitorii de limbi materne diferite. Numele limbii este un mix din cuvântul novial novi (care înseamnă „nou”) și IAL.
Jespersen a fost unul dintre primii susținători ai unei alte limbi auxiliare internaționale, Ido, o versiune reformată a Esperanto, înainte de a pleca pentru a-și crea propria limbă în 1928.
Vocabularul novialului este împrumutat în mare parte din limbile romanice și germanice, în timp ce gramatica sa analitică este influențată de engleză.
Novial a fost introdus în cartea lui Jespersen O limbă internațională în 1928. A fost actualizată în dicționarul său Novial Lexike în 1930, și alte modificări au fost propuse în anii 1930, dar limba a devenit latentă odată cu moartea lui Jespersen în 1943. În anii 1990, odată cu renașterea interesului pentru limbajele construite provocată de Internet, unele persoane au redescoperit Novial.

## Fonologie

### Consoane
|                    | Labiale | Labiale | Coronale | Coronale | Palatale | Palatale | Velare | Velare | Glotale |
| ------------------ | ------- | ------- | -------- | -------- | -------- | -------- | ------ | ------ | ------- |
| Nazală             | [m]     | [m]     | [n]      | [n]      |          |          | ([ŋ])  | ([ŋ])  |         |
| Oclusive/ Africate | [p]     | [b]     | [t]      | [d]      | [tʃ]     | [dʒ]     | [k]    | [ɡ]    |         |
| Fricative          | [f]     | [v]     | [s]      | [s]      | [ʃ]      | ([ʒ])    |        |        | [h]     |
| Aproximante        | ([w])   | ([w])   | [l]      | [l]      | [j]      | [j]      |        |        |         |
| Rotice             |         |         | [r]      | [r]      |          |          |        |        |         |

### Vocale
|          | Anterioare | Posterioare |
| -------- | ---------- | ----------- |
| Închise  | [i]        | [u]         |
| Mijlocii | [e]        | [o]         |
| Deschise | [a]        | [a]         |

### Accentul în cuvânt
Regula de bază este: se accentuează vocala înaintea ultimei consoane. Cu toate acestea, terminațiile flexionare consonantice (adică -d, -m, -n, -s) nu se iau în considerare în această regulă (de ex. bóni dar bónim, nu boním; apérta dar apértad, nu apertád), așa că poate ar fi mai bine spus că vocala dinaintea consoanei finale a rădăcinii primește accentul în cuvântul. 

## Ortografie
| majuscule  | A   | B   | C               | D   | E   | F   | G   | H   | I   | J         | K   | L   | M   | N   | O   | P   | Q   | R   | S   | T   | U   | V   | X      | Y        | Z                |
| minuscule  | a   | b   | c               | d   | e   | f   | g   | h   | i   | j         | k   | l   | m   | n   | o   | p   | q   | r   | s   | t   | u   | v   | x      | y        | z                |
| AFI foneme | [a] | [b] | [k], [s] et al. | [d] | [e] | [f] | [g] | [h] | [i] | [dʒ], [ʒ] | [k] | [l] | [m] | [n] | [o] | [p] | [k] | [r] | [s] | [t] | [u] | [v] | ks, gz | [j], [ʝ] | [ts], [z] et al. |

Digramele ch și sh reprezintă [t͡ʃ] sau [ʃ], în funcție de vorbitor. De exemplu, chokolate ar fi pronunțat fie /t͡ʃokoˈlate/ fie /ʃokoˈlate/.

## Gramatică
Ca multe limbi auxiliare internaționale construite, Novial are o gramatică simplă și regulată. Topica este Subiect-verb-obiect, ceea ce elimină necesitatea de a marca complementul direct al unei propoziții cu cazul acuzativ (deoarece poziția spune în mod normal ce cuvânt este complementul). Există totuși o modalitate de a marca acuzativul. Nu există gen gramatical (dar sexul sau genul referenților poate fi marcat). Verbele sunt conjugate fără acord (în funcție de persoană sau număr) și au o conjugare regulată.
Substantivele se termină în principal în e, a, o, u sau um la singular. Există forme definite ale substantivelor marcate cu un articol și forme de singular și plural, pluralul fiind marcat cu sufixul -s după vocale sau -es după consoane. Există, de asemenea, o formă pentru numărul indefinit (ca în chineza mandarină și japoneză), exprimată prin eliminarea terminației substantivului la singular (leone - leu, leon es kruel - 'un leu este crud', sau 'leii sunt cruzi').
Dacă un substantiv se referă la o ființă vie, atunci forma terminată în -e este neutră în ceea ce privește sexul, cea terminată în -a feminină, iar cea terminată în -o masculină. Dacă substantivul se bazează pe un adjectiv, substantivele care se referă la ființe vii pot fi făcute cu regula menționată anterior și, în plus, substantivele care se referă la obiecte concrete se termină cu -u, iar abstracțiile cu -um. Pronumele de persoana a treia urmează aceeași regulă, împreună cu articolul hotărât.
În cazul unui substantiv care se referă la un instrument - un instrument sau un mijloc - cuvântul care se termină în -e este instrumentul sau mijlocul în sine, -a verbul care descrie utilizarea instrumentului și așa mai departe, iar -o substantivul care descrie actul acelei utilizări:
mesure – mesura – mesuro
măsurător (instrumentul) – a măsura – măsurare

## Comparație cu Esperanto și Ido
Jespersen a fost un lingvist profesionist, spre deosebire de creatorul esperanto. Nu i-a plăcut caracterul arbitrar și artificial pe care l-a găsit în Esperanto și Ido. În plus, el a protestat sistemele de flexiune a acestor limbi, pe care le-a considerat inutil de complexe. El a căutat să facă Novial în același timp eufonic și regulat, păstrând în același timp structuri utile din limbile naturale.
În Novial:
- Sintaxa este în mare parte o chestiune de ordine a cuvintelor, ca în engleză și limbile scandinave moderne. Nu există un marcator obligatoriu acuzativ ca în esperanto, dar acuzativul poate fi marcat opțional fie cu o terminație acuzativă, fie cu o prepoziție acuzativă.
- Genitivul sau cazul posesiv este disponibil ca alternativă la prepoziția de. Acest lucru se bazează pe observația lui Jespersen că multe limbi moderne au pierdut inflexiunile complexe ale substantivului, dar păstrează o formă posesivă.
- Particulele auxiliare exprimă majoritatea timpurilor verbale. O terminație flexionară este disponibilă ca prescurtare pentru perfectul simplu.

O diferență majoră între Novial și Esperanto/Ido se referă la terminațiile substantivelor. Jespersen a respins folosirea unei singure vocale pentru determinarea substativelor (-o în Esperanto/Ido), considerând-o nenaturală și potențial derutantă.  În schimb, substantivele noviale se pot termina în -o, -a, -e, sau -u sau -um. Aceste terminații pot fi considerate ca indicând sexul natural conform obiceiului din limbile romanice, deși nu există gen gramatical sau cerința ca adjectivul să fie în acord cu substantivul.